# أندريا هيرستون
أندريا هيرستون (بالإنجليزية: Andrea Hairston)‏ (1952، بيتسبرغ في الولايات المتحدة)؛كاتِبة وروائية أمريكية.